# Dazed and Confused (canción)
«Dazed and Confused» es una canción escrita por el cantautor estadounidense Jake Holmes en 1967, originalmente de un estilo folk rock sería incluida en su álbum de debut "The Above Ground Sound" of Jake Holmes. La canción sería posteriormente popularizada por el grupo de hard rock Led Zeppelin en su álbum homónimo Led Zeppelin.
Después de escucharla en una presentación de Holmes en agosto de 1967, la banda inglesa de rock The Yardbirds la modificaría con nuevos arreglos y la integraría a su repertorio en vivo, y pronto se convertiría en una pieza central de sus conciertos, siendo incluida en múltiples grabaciones, entre ellas Yardbirds '68, producida por el guitarrista Jimmy Page.
Cuando Jimmy Page formó Led Zeppelin, no dudaría en grabar en el primer disco del grupo una versión con nuevas letras y líneas vocales. Está versión terminaría convirtiéndose en uno de sus temas más populares y una de las canciones insignia del grupo. Holmes trataría de contactar a Page durante los años 80 respecto a los créditos de la canción, pero sin recibir respuesta. En 2010 Holmes interpondría una demanda que terminaría resolviéndose fuera del juzgado, y con los créditos de la versión de Led Zeppelin cambiados a «Jimmy Page, inspirado por Jake Holmes».

## Led Zeppelin
La canción es el cuarto tema del álbum de debut de la banda, Led Zeppelin, y aparece recogida en varias recopilaciones y discos en directo del grupo. 
- Led Zeppelin (1969)
- The Song Remains the Same (Live) (1976)
- Remasters (1990)
- BBC Sessions (1997)
- Early Days: The Best of Led Zeppelin, Vol. 1 (1999)
- How the West Was Won (2003)
- Mothership (2007)
- Celebration Day (2012)

## Versiones
- Blaze en el álbum tributo a Led Zeppelin The Music Remains The Same
- Iron Horse en al álbum tributo a Led Zeppelin Whole Lotta Bluegrass: A Bluegrass Tribute to Led Zeppelin
- Uncle Sam en al álbum Will Work For Food
- Deep Purple en la canción Caught in the Act del álbum  Turnning to Crime